# När vindarna viskar mitt namn
När vindarna viskar mitt namn är den sång som Roger Pontare vann Melodifestivalen 2000 med. Melodi och text är skriven av Thomas Holmstrand, Linda Jansson (numera Dahl) och Peter Dahl. I Eurovision Song Contest 2000 sjöng Pontare sången i engelskspråkig version: When Spirits Are Calling My Name, och kom på sjunde plats med 88 poäng.

## Texten
Sången blev kontroversiell. Många upplevde ett nationalistiskt budskap i texten, men Roger Pontare sade att det handlade om ursprungsbefolkningar och inte om ett land i sig. Kompositörerna fick inspiration till låtens text då de sett en film om hövdingen Geronimo.
På scenen i Melodifestivalen och Eurovision Song Contest hade Pontare också med en urfolksamerikan med vilket han menade att det inte alls passade svensk nationalism. Roger Pontare blev också upprörd när nazister hyllade låten eftersom han själv tog avstånd från allt som har med svensk nazism att göra. Han påpekade också att hans son hade ett förhållande med en kvinna som var etiopier.

## Eurovision Song Contest
Roger Pontare representerade Sverige för andra gången i Eurovision Song Contest (första gången var 1994 med Stjärnorna tillsammans med Marie Bergman).
Han var klädd i en dräkt inspirerad av olika urfolks traditionella dräkter och med sig hade han en samisk jojkare (Johan Sara Jr.), en inuitisk kvinna (Kasaluk) och en nordamerikansk indian (Ken Roulette). Den sistnämnda bar en stor fjäderskrud, som orsakade diskussion i efterhand om huruvida fjädrarna var äkta eller ej, och om något lagbrott därmed skulle kunna ligga bakom tillkomsten av denna skrud. Det framkom dock att Ken Roulettes indianska ursprung gjorde fjäderskruden helt laglig. Låtens stämning höjdes med hjälp av rökeffekter och pyroteknik på scenen.
Bidraget fick 12 poäng (högsta poäng) från Turkiet. Totalt fick bidraget 88 poäng, vilket gav sjundeplatsen.

## Listframgångar
När vindarna viskar mitt namn släpptes på singelskiva och sålde svensk platina (30 000 exemplar). Singeln placerade sig som högst på andra plats på den svenska singellistan. Den 22 april 2000 gick sången direkt högst upp i topp på Svensktoppen , där den stannade i två omgångar. Den 6 maj var sången nere på tredjeplatsen . Den 5 augusti var sången med för 16:e och sista omgången och låg då på nionde plats .

## Övriga versioner
Melodin till När vindarna viskar mitt namn har även använts av Galenskaparna och After Shave för att sjunga texten till Macken och Per Fritzell framförde den utklädd till Roger Pontare.
Många kritiker var skeptiska till att denna låten skulle vinna i Melodifestivalen, man sade att det var en låt som en grupp som till exempel Ultima Thule skulle ha gjort. Ultima Thule gjorde senare en cover på När vindarna viskar mitt namn.
2008 spelade Hammerfall in låten på albumet Masterpieces.
I Dansbandskampen 2010 tolkades låten av Donnez.
Roger Pontare framförde låten i pausen samband med svenska Melodifestivalen 2010.
I en version på Smurfarnas skiva Smurfhits 9 från år 2000 hette låten Där smurfarna viskar mitt namn.

## Singelskivan

### Låtlista
1. När vindarna viskar mitt namn - 2:58
2. När vindarna viskar mitt namn (singback) - 2:58

### Listplaceringar
| Lista (2000) | Position |
| ------------ | -------- |
| Sverige      | 2        |